# HESA 샤헤드 136
HESA 샤헤드 136은 이란의 자폭형 드론이다. 러시아에서는 게란-2라고 부른다.

## 역사

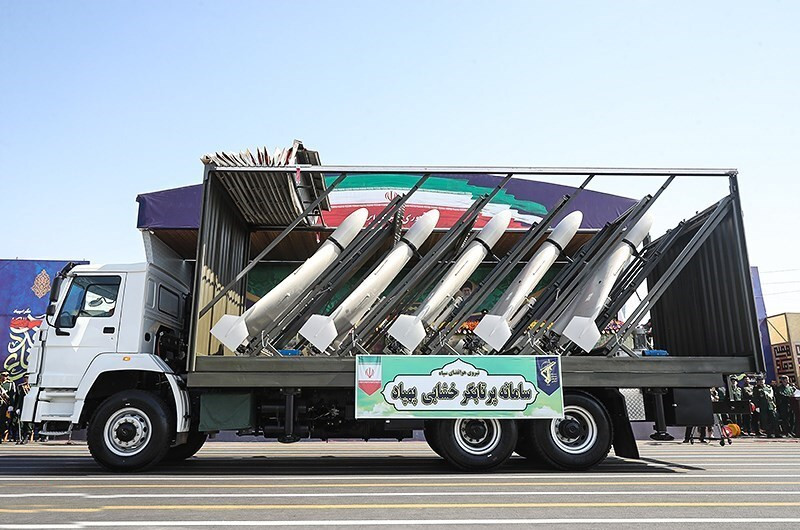
이란의 샤헤드 136

원거리에서 지상 목표물을 공격하도록 설계되었다. 발사대에서 5대 이상이 발사된다. 2021년 12월, 드론의 영상이 공개되었다.
전세계 90개국이 이란 드론을 사기 위해 줄을 서고 있으며, 중국도 15,000대에 달하는 대량 주문을 할 정도로 이란산 드론의 인지도가 커졌다.
무게 200 kg, 탄두중량 50 kg, 사거리 2500 km인 이 드론은, 가격이 매우 싸다. 사거리 2500 km인 미국 토마호크 미사일이 100만 달러나 하는데 비해, 고작 1만 달러밖에 하지 않는다. 100배 싸다.
프로펠러 엔진을 장착해서 185 km/h 속도로 매우 느리지만, 제트 엔진을 장착한 토마호크 미사일 보다 100배 저렴한 가격으로 2500 km 떨어진 목표물을 GPS 정밀유도 공격을 할 수 있다.

## 디자인

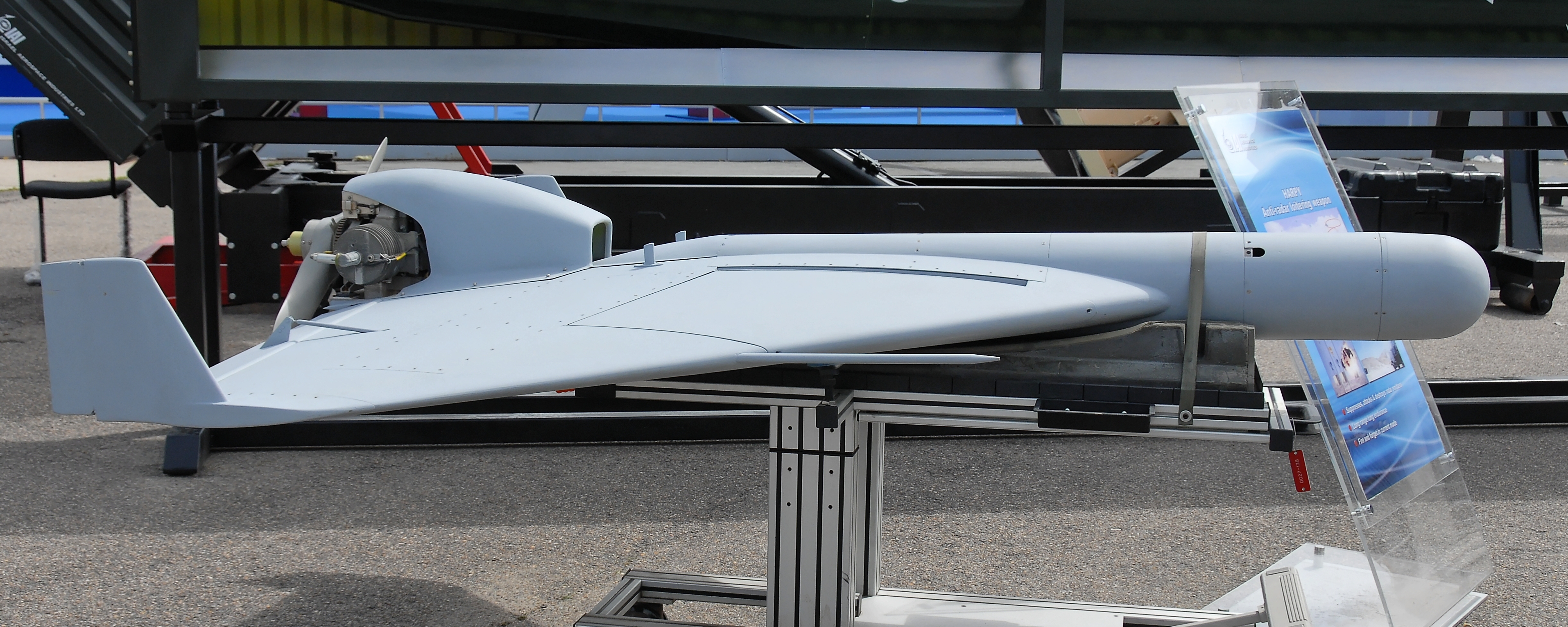
파리 에어쇼 2007에 전시된 IAI 하피

이스라엘이 수출한 IAI 하피와 거의 동일한 외관으로, 사실상 카피를 한 것으로 보인다.
HESA 샤헤드 131(게란-1)는 IAI 하피와 외양과 135 kg 무게까지 똑같다.
샤헤드 136은 외양은 131과 동일한데, 무게를 200 kg으로 늘리면서, 사거리를 2배 이상 늘렸다.
1997년 4월 24일, 한국 국방부는 IAI 하피 100여대를 500억원에 도입하기로 결정했다. 대당 50만 달러(5억원)이다. 그런데, 26년이 지나서 물가가 많이 올랐는데도 불구하고, 2023년 현재 IAI 하피를 카피한 것으로 추정되는 이란의 샤헤드 136은 고작 1만 달러 가격이다.
미국이 주도하는 국제 무기시장은, 최첨단 기술을 사용해야 혁신이라고 하며, 게임체인저라고 하지만, 어떤 뛰어난 최첨단 기술이 아니라도, 가격을 50배 100배 싸게 하는데 성공하면, 그런 것도 대규모 소모전에서는 게임체인저라고 평가할 만하다.

## 게란-2

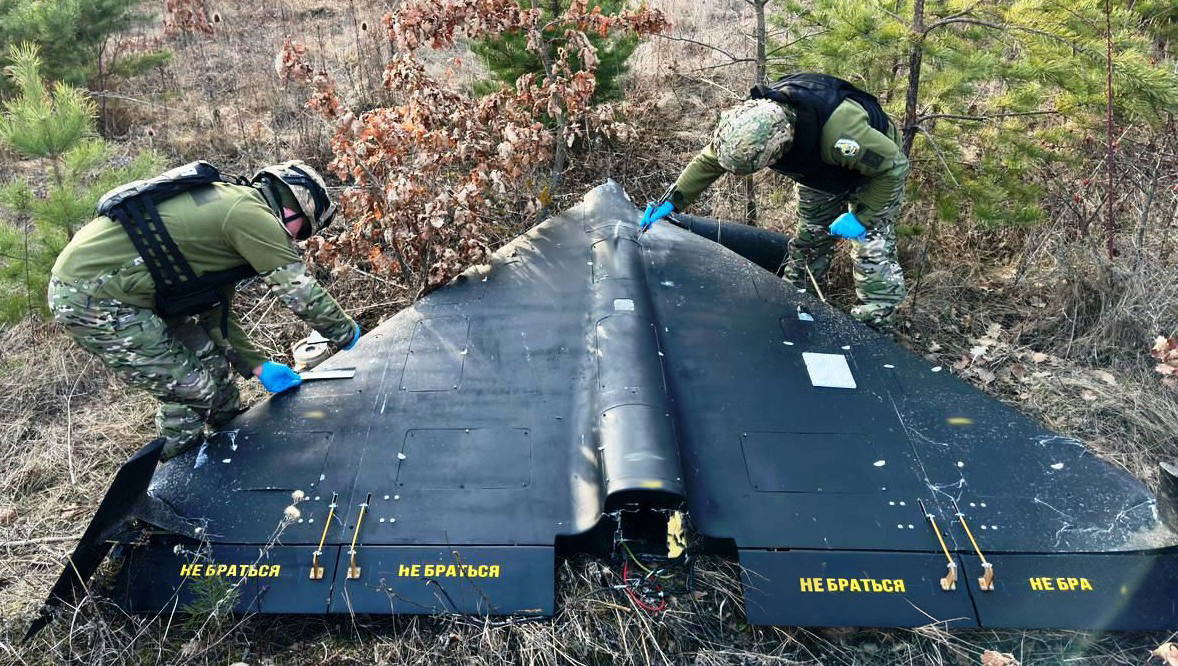
게란-2의 잔해

Geran-2는 러시아에서 운용되고 이후 러시아에서 제조된 무기의 이름이다. 러시아는 여러 차례의 수정을 거쳐 이란의 설계를 기반으로 Geran-2를 상당히 업그레이드했다.
2022년 10월, 이스라엘 타임스 통신원은 민간 부품으로 제작된 이란의 항법 시스템이 미국 민간용 GPS 대신 러시아 GLONASS 위성 항법 시스템을 사용하는 러시아제 비행 제어 장치와 마이크로프로세서로 교체되어, 게란-2의 배회형 무기 성능이 향상된 것으로 보인다고 지적했다. Geran-2는 이란산 무기가 아닌 러시아산 무기와 동일한 라벨과 도색 색상을 가지고 있으며, 일부는 야간 작전을 위해 검은색으로 도색되었다. 2022년에는 카메라나 단거리 센서가 발견되지 않았다.
2022년 11월, 러시아와 이란은 러시아에서 무기를 제조하기로 합의했으며, 이란은 핵심 부품을 수출했다. 러시아 제조 시설은 타타르스탄 자치공화국의 알라부가 경제특구에 있으며, 2025년 여름까지 게란-2 6,000대를 생산하는 것을 목표로 하고 있다.
2023년 7월, 영국에 기반을 둔 분쟁군비연구소(Conflict Armament Research)는 우크라이나에서 사용된 게란-2 두 대의 잔해를 조사하여 러시아에서 제작된 신형이라고 결론지었다. 조사 결과, 기존 연구 대상과 비교하여 "동체 구조와 내부 구성품에 큰 차이"가 있는 것으로 나타났는데, 동체는 경량 벌집 구조가 아닌 탄소 섬유 직조 위에 유리 섬유로 제작되었다. 부품 중 3분의 1은 2020년부터 2023년까지의 제조 날짜를, 3개의 러시아 부품은 2023년 1월부터 3월까지의 제조 날짜를 나타냈다. 12개의 부품은 2022년 2월 침공 시작 이후의 제조 날짜를 나타냈다. 일부 내부 모듈은 코메타 위성 항법 모듈을 포함한 다른 러시아 무기 시스템과 동일했다.
러시아에서 제조된 Geran-2는 위성 항법 위치 신호의 방해를 억제하는 "최첨단 안테나 간섭 억제" 시스템을 탑재한 것으로 알려져 있다. 이 시스템은 이란이 입력용 트랜시버 7개와 전자전 방출을 분석하고 억제하기 위한 FPGA 1개, 그리고 마이크로컨트롤러 3개를 사용하여 설계되었다. 2023년 9월 말 현재, 러시아군은 M30A1 및 M30A2 시리즈 GMLRS 탄두와 유사한 텅스텐 구형 파편으로 탄두를 장착하기 시작한 것으로 알려졌다. 우크라이나 관리에 따르면, 러시아가 개량한 부분에는 "새로운 탄두(텅스텐 파편), 엔진, 배터리, 서보모터, 그리고 차체"가 포함되었다.
2023년 10월 현재, 러시아는 Geran-2를 여러 차례 개량하여 상당한 성능 향상 및 업그레이드를 진행했지만, 2024년 간행된 논문의 저자들은 이로 인해 생산 비용이 3만 달러에서 약 8만 달러로 증가했을 것으로 추정했다. 정찰용 Geran-2가 전자기 스펙트럼 조사를 수행하고, 후속 무기의 안전한 경로 계획을 지원하기 위해 데이터를 송신하는 기능도 탑재되었다.
2024년 5월, 90kg 탄두를 장착한 Geran-2 버전이 보고되었다. 이 버전은 내부 부품을 재배치하고 연료 탱크를 줄여 사거리가 2,500 km에서 1,000 km 으로 줄어들었지만, 우크라이나 전역에 도달할 수 있다. 52kg 열압박 탄두 옵션도 보고되었다. 이 버전은 야간 작전을 위해 검은색으로 도색될 가능성이 있다. 2025년 5월까지 90kg 탄두 버전은 특히 우크라이나 전력 인프라를 겨냥하여 광범위하게 배치되었다.
2024년 9월, 우크라이나 소식통에 따르면 격추된 Geran-2의 잔해에는 우크라이나 상공에 인터넷 연결을 제공하는 스타링크 위성 통신 시스템이 포함되어 있었는데, 이는 실시간 비디오 또는 전자기 스펙트럼 조사를 지원하기 위한 것으로 추정된다. 이전에는 우크라이나 이동통신망에서 4G 모뎀을 이용한 통신 실험을 하기도 했다.
2025년 5월, 키이우 인디펜던트(The Kyiv Independent)는 우크라이나 이동식 방공 소식통을 인용하여 샤헤드(Shaheds)가 야간에 강한 빛을 피해 이동을 시작했으며, 이로 인해 방공 부대가 탐조등 대신 야간 투시 장치를 사용하게 되었다고 전했다.

## 북한
2025년 6월 7일, 키릴로 부다노우 우크라이나군 정보총국장은 군사전문 매체 더 워존(The War Zone)과의 인터뷰에서 러시아가 북한의 장거리 자폭 드론 개발과 단거리 탄도 미사일 정확도 향상을 위한 기술과 지식을 제공하고 있다고 밝혔다. 그는 러시아와 북한이 최근 '가르피야'(Garpiya, 중국산 엔진·부품·기술을 사용한 러시아 무인기) 드론과 '게란'(Geran, 이란 샤헤드-136 무인기 러시아 버전) 드론의 북한 내 생산 역량 구축을 합의했다고 말했다.

## 실전사례

### 2022년 우크라이나 전쟁
2022년 우크라이나 전쟁에서 러시아군이 이란제 샤헤드 136 무인기를 대규모로 사용했다.
2023년 2월 5일, 러시아는 이란제 무인기를 러시아에서 국내생산하기로 했다. 모스크바에서 동쪽으로 600마일(966㎞) 떨어진 옐라부가에 공장을 건설할 계획이며, 최소 6000대 이상의 드론을 생산할 계획다. 이란이 설계한 드론을 러시아가 그대로 대량생한할 것이며, 신축한 공장에선 신형 드론을 생산할 것이다.
우크라이나군은 1만 달러인 이란 드론을 요격하기 위해, 50만 달러의 요격 미사일을 사용한다.
유사한 무기체계의 실전사례는 IAI 하롭 참조.

## 비교
- IAI 하피, 무게 135 kg, 길이 2.7 m, 날개폭 2.1 m, 탄두중량 32 kg, 사거리 500 km
- HESA 샤헤드 131, 무게 135 kg, 길이 2.6 m, 날개폭 2.2 m, 탄두중량 15 kg, 사거리 900 km
- 샤헤드 136, 무게 240 kg, 길이 3.5 m, 날개폭 2.5 m, 탄두중량 52 kg, 사거리 2500 km

## 같이 보기
- HESA 아바빌
- 샤헤드 129
- IAI 하롭
- IAI 하피